# Direcția Națională Anticorupție
Direcția Națională Anticorupție (DNA) este un parchet specializat în combaterea corupției, la nivel mediu și înalt, o organizație juridică în cadrul Parchetului de pe lângă Înalta Curte de Casație și Justiție. Instituția se ocupă cu combaterea și prevenirea infracțiunilor de corupție care au cauzat daune mai mari de 200.000 de euro sau dacă obiectul infracțiunii îl reprezintă bunuri sau sume de bani în valoare de peste 10,000 euro.
A fost înființată în anul 2002 prin Ordonanța de Urgență nr. 43/2002 a Guvernului României. La înființare parchetul a fost numit Parchetul Național Anticorupție, iar între octombrie 2005 - martie 2006 a fost denumit Direcția Națională Anticorupție, ambele organizații funcționând ca o organizație autonomă pe lângă Parchetul de pe lângă Înalta Curte de Casație și Justiție. Modelul de organizare a DNA a fost inspirat după structuri similare din Spania, Norvegia și Belgia. 
Începând cu anul 2013, DNA a investigat sute de cazuri în sfera politică. Potrivit unui raport al Uniunii Europene, Departamentul Național Anticorupție românesc este în primele cinci instituții anticorupție din UE, ce "a obținut rezultate impresionante în soluționarea cazurilor de corupție la nivel înalt și mediu". Conform unui sondaj INSCOP, încrederea românilor în DNA este foarte ridicată (20.8%), în comparație cu alte instituții precum Parlamentul (12.6%) sau Guvernul (22.6%).

## Jurisdicție
Prin cadrul legislativ creat de legea care înființa acestă organizație, Parchetului i s-a oferit jurisdicție(autoritate) în vederea combaterii corupției la nivel înalt și mediu. DNA este o entitate independentă în raport cu branșele(ramurele) judiciare, cu parchetele de pe lângă acestea, precum și în relațiile cu celelalte autorități publice.
Infracțiunile care intră în jurisdicția(sub autoritatea) Parchetului sunt cele care au ca obiect al infracțiunii bunuri sau sume care sunt echivalentul a peste 10.000 de euro, în acest caz putând fi cercetate persoane indiferent de calitatea acestora. Parchetul poate cerceta și infracțiunile conectate actelor de corupție dacă aceste infracțiuni au cauzat o dauna mai mare de 200.000 de euro sau dacă aceste tipuri de activități au compromis grav bunul mers al autorităților publice, instituțiilor publice. DNA are jurisdicție exclusivă și nelimitată în combaterea corupției la nivel înalt, inclusiv în urmărirea membrilor Parlamentului. 
Prin modificările legislative ulterioare jurisdicția(autoritatea) Parchetului a fost redusă în ceea ce privește corupția mică, fiind eliminată jurisdicția în ceea ce privește primarii orașelor și comunelor, agenți de poliție și notari. Direcția Națională Anticorupție este condusă de către un Procuror șef (asimilat prim-adjunctului procurorului general al Parchetului de pe lângă Înalta Curte de Casație și Justiție), doi procurori șefi adjuncți (asimilați adjunctului procurorului general) și 4 procurori șefi de secție. Aceștia sunt propuși de către Ministrul Justiției, fiind apuntați (puși in funcție) de către Președintele României și sunt avizați de Consiliul Superior al Magistraturii, pentru o perioadă de 3 ani, existând posibilitatea de a fi reapuntați (puși in funcție din nou) o singură dată.
Acte de corupție comise de cei care sunt incluși în aceste ultime categorii revin procurorilor de la celelalte parchete de pe lângă instanțe.
Orice tip de act de corupție este investigat de DNA, dacă cel care comite acest tip de infracțiune se încadrează în una din aceste categorii: 
- Demnitari publici: deputați, senatori, membri ai Guvernului, secretari de stat ori subsecretari de stat și asimilații acestora, consilieri ai miniștrilor, consilierii prezidențiali și consilierii de stat din cadrul Administrației Prezidențiale, consilierii de stat ai Primului-ministru, președinții și vicepreședinții Consiliilor Județene, primarul general și viceprimarii municipiului București, primarii și viceprimarii sectoarelor municipiului București, primarii și viceprimarii municipiilor, consilierii județeni, prefecții și subprefecții;

- Juriști: judecătorii Înaltei Curți de Casație și Justiție și ai Curții Constituționale, ceilalți judecători și procurori; membrii Consiliului Superior al Magistraturii, președintele Consiliului Legislativ și locțiitorul acestuia, Avocatul Poporului și adjuncții săi;

- membrii și controlorii financiari ai Curții de Conturi și ai camerelor județene de conturi, guvernatorul, prim-viceguvernatorul și viceguvernatorul Băncii Naționale a României, președintele și vicepreședintele Consiliului Concurenței, comisarii Garzii Financiare, personalul vamal, persoanele care dețin funcții de conducere, de la director inclusiv, în cadrul regiilor autonome de interes național, al companiilor și societăților naționale, al băncilor și societăților comerciale la care statul este acționar majoritar, al instituțiilor publice care au interes în procesul de privatizare și al unităților centrale financiar-bancare, persoanele prevăzute la art. 81 din Legea nr. 78/2000 cu modificările și completările ulterioare, lichidatorii judiciari, executorii Autorității pentru Valorificarea Activelor Statului (AVAS);

- Militari și polițiști: ofițeri, amirali, generali și mareșali; ofițeri de poliție;

- conducătorii autorităților și instituțiilor publice centrale și locale și persoanele cu funcții de control din cadrul acestora, cu excepția conducătorilor autorităților și instituțiilor publice de la nivelul orașelor și comunelor și a persoanelor cu funcții de control din cadrul acestora, avocați etc.

DNA are autoritatea de a ancheta și infracțiunile îndreptate împotriva intereselor financiare ale Comunităților Europene,  indiferent de valoarea pagubei, precum și infracțiunile de macrocriminalitate economico-financiară, dacă acestea au cauzat o pagubă materială mai mare decât echivalentul în lei a 1.000.000 de euro, în cazurile de: fraudă, formele abuzului în serviciu, anumite infracțiuni prevăzute în Codul Vamal, infracțiunile prevăzute în Legea nr. 241/2005 pentru prevenirea și combaterea evaziunii fiscale. 

## Prezentare

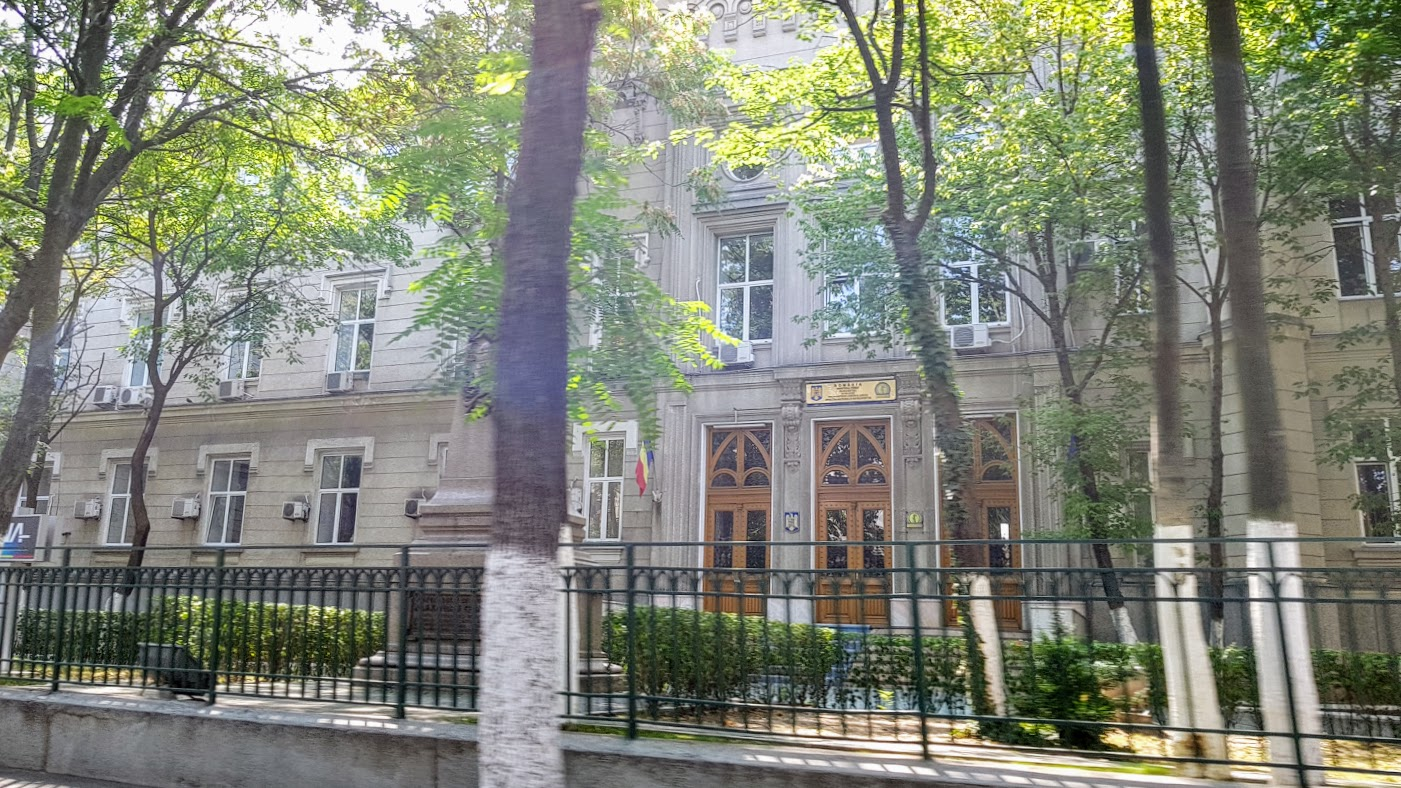
Sediul DNA din București

Direcția Națională Anticorupție este condusă de către un Procuror șef (asimilat prim-adjunctului procurorului general al Parchetului de pe lângă Înalta Curte de Casație și Justiție), doi procurori șefi adjuncți (asimilați adjunctului procurorului general) și 4 procurori șefi de secție. Aceștia sunt propuși de către Ministrul Justiției, fiind apuntați (puși in funcție) de către Președintele României și sunt avizați de Consiliul Superior al Magistraturii, pentru o perioadă de 3 ani, existând posibilitatea de a fi reapuntați (puși in funcție din nou) o singură dată.
După expirarea mandatului, în cazul în care nu există alte propuneri, delegarea procurorilor în aceleași funcții pe care le-au îndeplinit este o practică obișnuită.
Conform legislației care permite funcționarea acestei organizații în conceperea dosarelor de corupție și în alte activități specifice activității de urmărire penală, procurorii direcției sunt sprijiniți atât de ofițeri și agenți de poliție judiciară, cât și de alți specialiști calificați în domeniile: economice, financiare, bancare, vamale, informatice etc. Acești specialiști activează în cadrul unor echipe operative conduse, supravegheate și controlate de procurorul responsabil de caz.
Din punct de vedere al resurselor financiare necesare desfășurării activităților, DNA are, prin lege, independență financiară, fondurile fiind asigurate de la bugetul de stat și sunt distribuite prin intermediul unui buget distinct în bugetul Parchetului de pe lângă Înalta Curte de Casație și Justiție. Procurorul șef al direcției este ordonator secundar de credite.